# Скала Мала
43° 54′ 59″ N 15° 15′ 36″ E / 43.91639° С; 15.26000° И
Скала Мала је ненасељено острвце у хрватском дијелу Јадранског мора. Налази се у Корнатском архипелагу између острвца Глмаоч и Курбе Мале, око 0,3 km источно од Скале Велике. Њена површина износи 0,038 km², док дужина обалске линије износи 0,81 km. Највиши врх је висок 10 m. Грађена је од кречњака кредне старости. Административно припада општини Муртер-Корнати у Шибенско-книнској жупанији.